# Abubakar Shekau
Abu Mohamed Abu Bakr al-Sheikawi (Shekau, 24 de marzo de 1973-21 de mayo de 2021), más conocido como Abubakar Shekau fue el líder del grupo islamista nigeriano Boko Haram desde 2009 sucediendo al fundador del grupo Mohammed Yusuf hasta su muerte en 2021. En julio de 2010 proclamó públicamente el liderazgo del grupo. Se le había dado por muerto en varias ocasiones en 2013 y 2014. Está acusado de provocar más de 6000 muertes en asaltos y atentados. Saltó a la primera página de los medios de comunicación internacionales en mayo de 2014 cuando reivindicó el secuestro de más de 200 niñas en Chibok, al norte del país. Por ello fue uno de los terroristas más buscados de África. En diciembre de 2020 reivindicó con un mensaje de voz el secuestro de más de 300 niños adolescentes en Kankara.Fue abatido  por el grupo islamista rival Estado Islámico del África Occidental el 21 de mayo de 2021.

## Biografía
Abubakar Shekau nació según algunas fuentes el 24 de marzo de 1973 -el departamento de Estado de Estados Unidos maneja también como años de nacimiento 1965 o 1969 - en una ciudad de igual nombre que su apellido, Shekau, ubicada en el estado de Yobe, en el norte de Nigeria cerca de la frontera con Níger. Recibió su Almajiri (sistema educativo islámico nigeriano) cerca de Maiduguri bajo un profesor conocido como Baba Fanani. Tras estos primeros estudios, Shekau se mudó a Maiduguri donde ingresó en 1991 en el Borno College of Legal and Islamic Studies (BOCOLIS), graduándose más tarde en 2004.Habla el kanuri, su lengua materna, el hausa, el fulani y el árabe, pero no el inglés.
Allí conoció al predicador islamista Mohammed Yusuf, quien había fundado la secta Yusuffiya  innicialmente encabezan actividades pacíficas, pronto comenzó a desarrollar violencia contra la población. Años más tarde Mohammed Yusuf, fundaría más tarde el grupo Ahl al-Sunna li’l-Da’wa wa’l-Jihad (más conocido como Boko Haram).
Shekau llevaba en Maiduguri una escuela del Boko Haram. Aquí no se evidencian muestras de terrorismo radicalizado, tan solo era una escuela Jihadista con claros matices anticristianos.
Abubakar Shekau no se convierte en una persona relevante dentro del país de Nigeria hasta que, en 2009, las fuerzas de seguridad nigerianas buscan y matan al fundador de Boko Haram, ya mencionado anteriormente, Mohammed Yusuf. Además, en esta misma misión, Shekau fue encarcelado (por mantener una estrecha relación con dicho fundador). Sin embargo, nuestro personaje escapó de las fuerzas de seguridad y se convirtió en el líder del grupo terrorista Boko Haram, haciendo de este un grupo mucho más radicalizado y violento de lo que era anteriormente.
Boko Haram fue fundada por Mohammed Yusuf en 2002 en la ciudad de Maiduguri, aunque más tarde su sede fue trasladada a Kanamma (Yobe). Hoy en día, este grupo sigue presente y activo, pero en 2015 se anexionaron al Estado Islámico. Entre los años 2009 y 2015, realizaron diversos atentados, llegando incluso a tener repercusión internacional en el secuestro de las niñas de Chibok. 
Es el 2009 una fecha clave en la vida de Abubakar Shekau cuando comienza su liderazgo en Boko Haram. El grupo terrorista sufrió una vuelta de tornos cuando Shekau se convirtió en su líder, haciéndose más radical y violento.
Este cambio radical en Boko Haram coincidió con el cambio de presidente de Nigeria que intensificó los cuerpos de seguridad para luchar contra esta insurrección que estaba produciéndose en el norte del país.
Fue muy conocida una manifestación que hizo pública en 2012 a través de YouTube diciendo: “disfruto matando a cualquiera que Alá me encomiende, de la misma manera que disfruto matando pollos y ovejas”. Con esto, queda demostrada su ansia de violencia y terrorismo y, por ello, los militantes de Boko Haram recibían instrucciones para manejar las armas de guerra y conocer técnicas de combate.
Shekau incrementó los recursos del grupo llegando a ser el séptimo grupo terrorista más rico del mundo en 2013 (Global Terror Watch). No hay manera de ser confirmado, pero hay indicios de que Al Qaeda les subvencionó con dinero en efectivo. De este modo, el grupo con tanta riqueza pudo hacerse con grandes armas de combate (rifles, AK-47, granadas, etc.).
El grupo, con Shekau a la cabeza, realizó varios ataques. Los más importantes fueron el bombardeo a la sede de la Organización de las Naciones Unidas (ONU) en Nigeria en 2011 y el secuestro de las casi 300 niñas en Chibok. El primero le otorgó reconocimiento a nivel nacional y, el segundo, a nivel internacional.
Sin embargo, en todo el país de Nigeria, se producía una lucha de guerrillas por parte de Boko Haram contra las fuerzas oficiales del país. Son numerosos los casos de familias que se vieron desestructuradas por culpa del grupo, siendo víctimas de dicho terrorismo.
Dicha lucha de guerrillas consistía en usar el efecto sorpresa mediante hombres-bomba, tiroteos a coche, y, también, ataques meditados contra ciudades. Muchos de estos ataques se produjeron contra escuelas occidentales, es decir, que escuelas no-islámicas. Por ejemplo, en 2014 cuando atacaron la Government Secondary School en Damaturu o, en 2012, cuando se produjo el ataque contra la Universidad de Bayero Kano. Todos estos ataques a escuelas y/o universidades han causado la muerte de más de 150 estudiantes y profesores.
La muerte de Abubakar Shekau se presenta como toda una incógnita reportándose hasta tres posibles muertes de dicho personaje dispersadas en dos años: 2013 y 2014.
Todo comienza cuando la búsqueda de Shekau se convierte en un objetivo por parte de las fuerzas de seguridad de Nigeria. Se llegó a ofrecer hasta 25 millones de naira (aprox 56 millones de euros) por información para la captura de Shekau, que fue respondida por el mismo Shekau ofreciendo el doble por la captura de la portavoz del Departamento de Servicios Estatales de Nigeria. Por otro lado, y unos años más tarde, Estados Unidos ofrecía 7 millones de dólares por información de la localización de Shekau. Es así como pronto la búsqueda y muerte de Abubakar Shekau se convirtió en un tema de relevancia.
Por las mismas fechas en las que Estados Unidos pedía información, se notificó de la primera posible muerte de Shekau. Un grupo de The Civilian Joint Task Force (CJTF) mostró la posibilidad de que Shekau podría haber muerto en un combate el 30 de junio del 2013, sin embargo, el cuerpo yacente nunca fue encontrado y, pese a que el grupo CJTF sugirió que los discípulos del líder de Boko Haram lo podrían haber trasladado, pronto el mismo Shekau hizo públicos al menos siete vídeos en su canal de YouTube, por lo que esta muerte quedó anulada.
Otro intento más por dar a este personaje por muerto fue cuando un militar nigeriano creyó haber matado al mismísimo Shekau en septiembre del 2014, pero, una vez más, tan solo era un impostor, de nombre Bashir Mohammed, haciéndose pasar por el líder terrorista. Más tarde de esto, el Shekau original publicó nuevos vídeos en YouTube callando rumores de su muerte.
En noviembre del 2014, un grupo de vigilantes el noreste de Nigeria (en Mubi, Adamawa) afirmó haber matado a Abubakar Shekau.[cita requerida]
Abubakar Shekau intentó aumentar su posición internacional entre los islamistas al aliarse con el grupo Estado Islámico (Daesh) en marzo de 2015. Boko Haram se convirtió así en la "Provincia de África Occidental del Estado Islámico" (ISWAP). Cuando los insurgentes fueron posteriormente derrotados y perdieron casi todo el territorio ocupado, el descontento creció entre los rebeldes. A pesar de las órdenes del comando central de Daesh dejarán de usar mujeres y niños como terroristas suicidas, así como de abstenerse de asesinatos masivos de civiles, Shekau se negó a cambiar sus tácticas. El investigador Aymenn Jawad Al-Tamimi resumió que el líder de Boko Haram demostró ser "demasiado extremista incluso para los estándares del Estado Islámico". Shekau siembre se negó a someterse por completo al comando central de Daesh, en consecuencia, este último lo destituyó como líder de ISWAP en agosto de 2016. Shekau respondió rompiendo con el comando central de Daesh, pero muchos de los rebeldes permanecieron leales a Daesh. Como resultado, el movimiento rebelde se dividió en una facción leal a Shekau ("Jama'at Ahl al-sunna li-l-Da'wa wa-l-Jihad", generalmente conocida como "Boko Haram"), y una pro-Daesh liderada por Abu Musab al-Barnawi (que continuó llamándose "Provincia de África Occidental del Estado Islámico"). Desde entonces, estos dos grupos se han enfrentado entre sí, aunque posiblemente cooperaron ocasionalmente contra los gobiernos locales. Además, Shekau nunca renunció oficialmente a su juramento de lealtad a Daesh en su totalidad; por lo tanto, sus fuerzas se consideran ocasionalmente como "segunda rama de ISWAP". En general, la relación de Shekau con Daesh permaneció confusa y ambigua.
En diciembre de 2020 reivindicó en un audio a través de los medios habituales que utiliza Boko Haram el secuestro de más de 300 adolescentes en un internado de Kankara.

## Muerte
El 21 de mayo de 2021, se informó que Shekau murió en una operación realizada por el grupo Estado Islámico del África Occidental (ISWAP). Durante el asalto, muchos de los mejores combatientes de Shekau fueron neutralizados o ya trabajaban con ISWAP. Para no ser capturado, Shekau detonó su propio chaleco suicida, matándose a sí mismo y a un comandante del EIIL.
El 5 de junio se hizo público un mensaje interno de Abou Mosab al-Barnaoui líder del grupo yihadista Estado Islámico de la Provincia de África Occidental, ISWAP confirmando la muerte de Shekau.